# Nelson Rockefeller
Pour les autres membres de la famille, voir Famille Rockefeller.
 (février 2019).
Si vous disposez d'ouvrages ou d'articles de référence ou si vous connaissez des sites web de qualité traitant du thème abordé ici, merci de compléter l'article en donnant les références utiles à sa vérifiabilité et en les liant à la section « Notes et références ».
Nelson Aldrich Rockefeller, né le 8 juillet 1908 à Bar Harbor (Maine) et mort le 26 janvier 1979 à New York, est un homme d'affaires, philanthrope et homme politique américain.
Membre du Parti républicain, il est gouverneur de l'État de New York de 1959 à 1973, puis 41e vice-président des États-Unis du 19 décembre 1974 au 20 janvier 1977, sous la présidence de Gerald Ford.

## Enfance et famille
Né dans le Maine en 1908, Nelson Rockefeller est un membre de la famille Rockefeller, fils du milliardaire John D. Rockefeller, Jr., et petit-fils du magnat du pétrole John Davison Rockefeller, tandis que son grand-père maternel Nelson Wilmarth Aldrich fut sénateur de Rhode Island. Son frère était Winthrop Rockefeller, gouverneur républicain de l'Arkansas, et son neveu le gouverneur et sénateur démocrate John Davison Rockefeller, IV, de Virginie-Occidentale. Nelson Rockefeller est diplômé en économie du Darmouth College en 1930. Son fils Michael Rockefeller a disparu lors d'une expédition en Nouvelle-Guinée.

## Carrière politique
En tant que directeur de Creole Petroleum, une filiale du groupe Standard Oil détenant d'importantes participations au Venezuela de 1935 à 1940, Rockefeller acquit la maîtrise de l'espagnol et un intérêt profond pour l'Amérique latine. En 1940, il occupe son premier poste au gouvernement fédéral en tant que coordonnateur des affaires interaméricaines au département d'État. Bien qu'il fût républicain, au sein de l'administration démocrate de Franklin Delano Roosevelt, Rockefeller accéda au poste de secrétaire d'État adjoint aux affaires latino-américaines en 1944.
En 1945, Rockefeller quitta le gouvernement fédéral et, un an plus tard, devint l'un des fondateurs d'un groupe privé à but non lucratif formé pour aider les pays en développement d'Amérique latine. En 1950, Harry S. Truman avait repris ses fonctions à la tête du Conseil consultatif du développement international. Deux ans plus tard, il était nommé président du comité consultatif présidentiel sur l'organisation du gouvernement par le président élu Dwight D. Eisenhower. De 1953 à 1955, Rockefeller a exercé les fonctions de sous-secrétaire du nouveau Département de la Santé, de l'Éducation et des Services sociaux des États-Unis.
Après la Seconde Guerre mondiale, en 1945, il fut également l’un des architectes de la conférence de Chapultepec (Mexique), qui avait comme but de coordonner une coopération politique continentale, précurseur de la Conférence de San Francisco et du Traité interaméricain d'assistance réciproque. En compagnie du secrétaire d'État Edward R. Stettinius, Jr., Rockefeller était à la tête de la délégation américaine. Les États-Unis mettaient en garde contre un ennemi jugé plus redoutable que les nazis, l’URSS et le communisme.
Après une parenthèse, durant laquelle il se consacra à diverses activités philanthropiques et à la présidence du conseil d'administration du MoMA,Rockefeller devint assistant aux affaires étrangères du président Dwight D. Eisenhower (1954-1955). Pendant la guerre froide, il se trouve à la tête de l’Operation Coordinating Board (OCB), un comité du Conseil de sécurité nationale, chargé, entre autres, de superviser les opérations d'intelligence de la Central Intelligence Agency. En mars 1955, il présente en collaboration avec Rowland Hughes (directeur du Budget) une proposition de création d’un comité de haut niveau (Planning Coordination Group) qui serait chargé d’aider à développer les planifications du champ des opérations de la CIA.

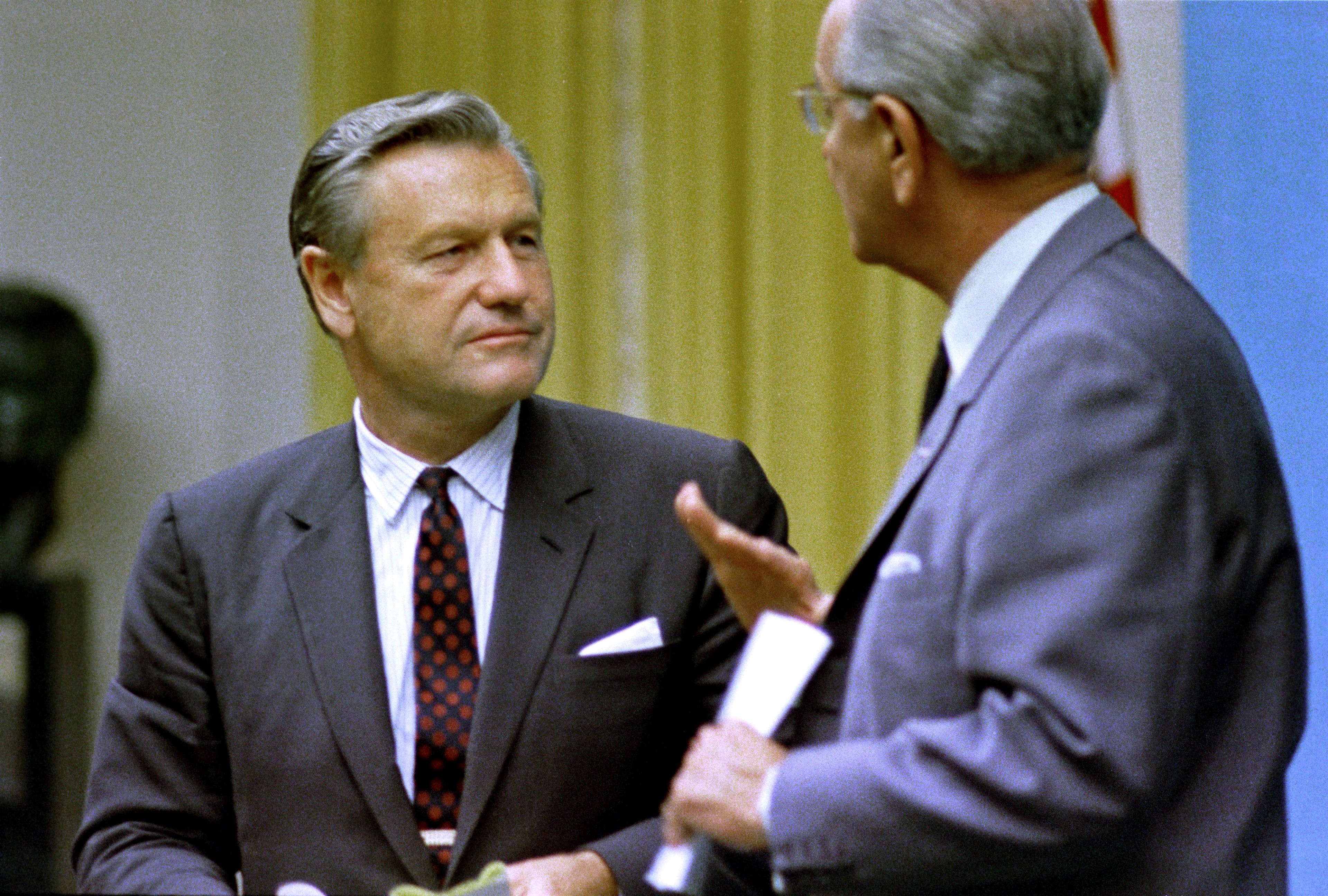
Nelson Rockefeller et le président Lyndon B. Johnson, le 6 octobre 1968.

En 1959, il est élu gouverneur républicain de New York et sera réélu constamment à ce poste jusqu'à sa démission en décembre 1973.
En 1960, il se lance dans la course pour la candidature républicaine à l'élection présidentielle mais est battu dès les primaires par le vice-président Richard Nixon.
En 1964, il dépense à nouveau une fortune pour être investi candidat républicain à l’élection présidentielle de 1964. Donné d'abord favori aux primaires sur ses concurrents républicains, il est finalement distancé par le sénateur de l'Arizona, Barry Goldwater. Cette victoire du conservateur Goldwater sur le « libéral » (au sens de « faisant partie de l’aile gauche ») Rockefeller marque le réalignement du parti sur des positions plus conservatrices.
En 1968, il se présente de nouveau aux primaires républicaines et est de nouveau battu par Richard Nixon. Il effectue l'année suivante une tournée en Amérique latine pour le compte de l'administration Nixon, très contestée notamment en Argentine.
En mars 1974, le Weather Underground sabote à coup de boules puantes une réunion à l'hôtel Hilton où Rockefeller devait obtenir un prix « humanitaire », protestant dans son communiqué contre les « lois antidrogues Rockefeller ».
À l'été 1974, le vice-président Gerald Ford qui a remplacé Spiro Agnew, contraint à la démission en cours de mandat moins d'un an auparavant, succède à Richard Nixon à la suite de la démission de celui-ci en août 1974. Ford fait appel à Rockefeller pour occuper le poste vacant de vice-président, choix ratifié par le Sénat américain. Pour la 1re fois de l'histoire des États-Unis, ni le président, ni le vice-président en exercice n'auront été élus par leurs concitoyens.
En 1976, c'est Bob Dole et non Rockefeller qui figure sur le ticket républicain au côté du président sortant pour l'élection présidentielle, président qui sera battu par le démocrate Jimmy Carter.
Le 26 janvier 1979 à New York, Rockefeller succombe à une attaque cardiaque.
Rockefeller était également connu comme collectionneur d'art et mécène. Il a été administrateur du Museum of Modern Art et a été le fondateur et le président du Musée des arts primitif incorporé en 1982 au Metropolitan Museum of Art sous le nom de Michael C. Rockefeller Memorial Wing.

## Distinctions
- Commandeur de 1re classe de l'ordre de la Rose blanche de Finlande
- Commandeur de l'ordre des Arts et des Lettres
- Commandeur de la Légion d'honneur